# Henriette Bezançon
Pour les articles homonymes, voir Bezançon.
Marie Louise Henriette Bezançon, née le 11 juin 1875 dans le 10e arrondissement de Paris et morte le 13 décembre 1942 dans le 2e arrondissement de Paris, est une femme de lettres française connue surtout pour ses romans populaires et contes pour les enfants publiés souvent par Delagrave ou dans des périodiques comme  Saint-Nicolas
Elle aussi écrit des monologues comme Zézette Quêteuse  et des petites comédies comme L'indiscrète souvent très moralisatrices dans l'esprit de son époque ou des comédie de mœurs comme Des maris. Elle bénéficia a plusieurs reprises de critiques élogieuses.

## Biographie
Antoinette est la fille de Henri Louis Michel Bezançon, employé de commerce et Marguerite Marie Malvine Oberst. 
Elle meurt à l'âge de 67 ans.

## Œuvres
- La fortune de Jean Brunet un brave enfant - illustrations de A. Birch (1911) – Librairie Ch. Delagrave

- Tache d'Encre et Goutte de Lait Delagrave illustré par Jules Fontanez
- Roman d'un petit Pierrot illustration de Joseph Pinchon
- la pension des chapeaux roses
- Je n'épouserai qu'une perle illustrations de Georges Dutriac